# Bernard Cohen
I. Bernard Cohen (Far Rockaway, Long Island, 1 de marzo de 1914 - Waltham, Massachusetts, 20 de junio de 2003), fue un científico e historiador de las ciencias estadounidense.

## Trayectoria
Bernard Cohen ingresó en la Universidad de Nueva York a la edad de 15 años, 1929, si bien la abandonó antes de finalizar el primer curso para estudiar veterinaria en el Farmington Agricultural Institute, y más tarde, en 1933, se matriculó como estudiante de primer año en Harvard. 
Tras graduarse en matemáticas, pasó a trabajar en la misma universidad con el profesor George Sarton, considerado como el padre de la moderna historia de la ciencia.
Profesor emérito de historia de la ciencia en la universidad de Harvard, Bernard Cohen fue un estudioso de los hallazgos de Newton; destacan entre los numerosos textos sobre el científico inglés: Revolución newtoniana y las transformaciones de ideas científicas y Newton: Texts Backgrounds Commentaries. Y uno de sus trabajos más importantes fue la traducción al inglés de la obra de Newton Principia Mathematica, realizada en colaboración con Anne Whitman.
Dio además libros más generales sobre la modernidad científica en Revolución en la ciencia y El nacimiento de una nueva física.
Publicó otros trabajos sobre otras figuras como Franklin: Franklin and Newton, Science and the Founding Fathers: Science in the Political Thought of Jefferson, Franklin, Adams, and Madison.
En total tiene en su haber la publicación de más de 20 libros y más de 150 artículos; muchos de esos volúmenes se consideran hoy clásicos.